# Imma dedicata
Imma dedicata är en fjärilsart som beskrevs av Edward Meyrick 1925. Imma dedicata ingår i släktet Imma och familjen Immidae. Inga underarter finns listade i Catalogue of Life.